# Suisou
Suisou (水槽 , övers. Akvarium?) är en singel av det japanska rockbandet MUCC som släpptes den 9 juni 2002. Singeln trycktes i en begränsad upplaga på 6 900 exemplar som såldes av medlemmarna själva i den lilla skivbutiken Like an Edison i Shinjuku. En nyinspelning släpptes på tredjeupplagan av albumet Houmura uta den 17 september 2004.

## Låtlista
1. "Suisou" (水槽)